# Ramón Gaya i Pomés
Ramón Gaya i Pomés  (Múrcia, 10 d'octubre de 1910 – València, 15 d'octubre de 2005) va ser un pintor i escriptor espanyol.

## Biografia

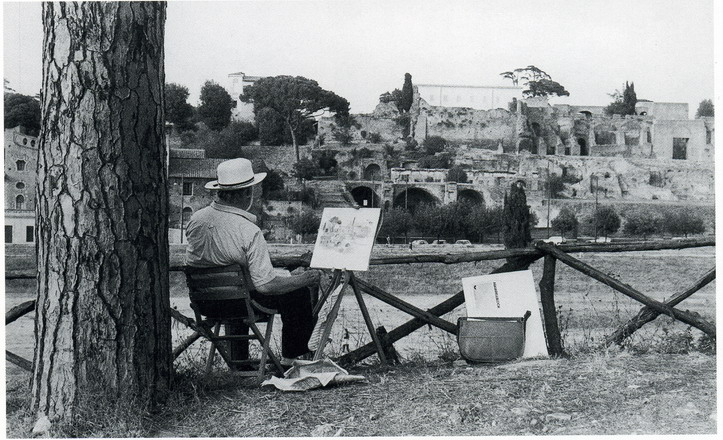
Ramón Gaya treballant a Roma en 1990.

Ramón Gaya neix a Múrcia, el 1910, fill de Salvador Gaya, litògraf, i de Josefa Pomés. Els seus pares, catalans, es van traslladar a Múrcia perquè Salvador va participar en la instal·lació d'una litografia. Els seus inicis en la pintura van ser de la mà dels pintors Pedro Flores i Luis Garay, amics del seu pare; abandonà l'escola sent gairebé un nen per dedicar-se a la pintura, i completà la seva formació en la petita biblioteca del seu pare, un obrer català culte, anarquitzant i wagnerià. Tolstoi, Nietzsche, Galdós, foren algunes de les seves primeres lectures, autors que l'acompanyarien en tot el transcurs de la seva vida. Gràcies a una beca d'estudis que li concedí l'Ajuntament de Múrcia, als disset anys anà a Madrid, visità el Museu del Prado i conegué Juan Ramón Jiménez i gairebé tota la Generació del 27; poc després marxà a París al costat de Pedro Flores i Luis Garay, amb els quals exposà en la galeria Aux Quatre Chemins. Malgrat l'èxit de l'exposició i l'atractiu de la vida de París, la pintura d'avantguarda el va decebre, i passats uns mesos decidí tornar. L'agost de 1928 morí la seva mare a Múrcia. A l'octubre, marxà a Altea, on passà uns quants mesos pintant i feu crisi el seu rebuig de l'avantguarda.
La proclamació de la Segona República el sorprengué a Barcelona, on havia anat per visitar el seu pare. El gener de 1932, estant a Madrid, col·laborà amb les Missions Pedagògiques, realitzà diverses còpies de quadres del Museu del Prado per al «Museu del poble», i després viatjà amb aquest projecte pels pobles d'Espanya. Al juny de 1936, es casà a Madrid amb Fe Sanz. Declarada la guerra, formà part de l'Aliança d'Intel·lectuals Antifeixistes. A València, el 1937, nasqué la seva única filla. Participà en la fundació de la revista Hora de España, del consell de redacció de la qual fou membre, i en fou també l'únic vinyetista. El 1939, en els últims dies de la guerra, morí la seva dona en el bombardeig de Figueres, al qual sobrevisqué la seva filla. Amb l'exèrcit creuà els Pirineus i passà setze dies en el camp de concentració de Saint-Cyprien. Morí el seu pare a Barcelona. Al costat del grup d'Hora de España, al juny de 1939, embarcà en el vaixell Sinaia camí de Mèxic, on romandria exiliat fins al 1952. Foren anys de solitud i d'intens treball. Els homenatges als grans pintors apareixen com a tema dels seus quadres, així com bells i personalíssims paisatges de Chapultepec i Cuernavaca. Col·laborà amb els seus escrits en algunes revistes mexicanes com ara Taller, El Hijo Pródigo, etc. Es retrobà amb Octavio Paz, a qui havia conegut a València durant la guerra, freqüentà el poeta Xavier Villaurrutia, el músic Salvador Moreno, Octavio Barreda, Laurette Séjourné i el poeta Tomás Segovia.

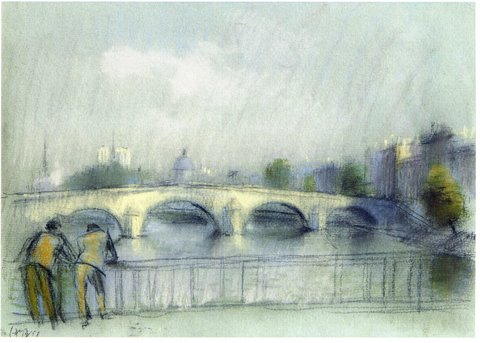
Esbós al pastel de Ramón Gaya: Puente de París.

El 1952 torna a Europa, on romandrà un any recorrent París, Venècia, Florència, Roma, París de nou, i retorn a Mèxic. (El 1984, l'editorial Pre-Textos de València publicà el seu llibre Diario de un pintor, 1952–1953, en el qual es recullen les anotacions d'aquest any). El 1956 tornà a Europa i s'instal·là provisionalment a Roma; s'hi retrobà amb els grans museus, amb la gran pintura: Miquel Àngel, Ticià, Rembrandt, Van Gogh, Cézanne. A Roma vivia la seva gran amiga María Zambrano; gràcies a ella va conèixer Elena Croce i el seu company Tomaso Carini, i al costat d'ells freqüentà Italo Calvino, Carmelo Pastor, Nicola Chiaromonte, Pietro Citati, Cristina Campo, Elémire Zolla… En els seus quadres apareixen els grans temes de la pintura: Baptisme, Enterrament de Crist, Noli me tangere, Judit i Holofernes, etc. En De Lucca Editore, Roma 1960, aparegué el seu llibre Il sentimento della pittura. El quatre de març de 1960 tornà a Espanya després de vint-i-un anys d'exili. A Madrid, visita El Prado, on veu de nou els Velázquez. Alguns amics li organitzaren una exposició en la galeria Mayer. L'editorial Arión publicà el seu llibre El sentiment de la pintura. Es trobà amb vells amics: Bergamín, Leopoldo Panero, Juan Gil-Albert, Juan Bonafé.
Durant la dècada dels seixanta feu diversos viatges a Espanya: Barcelona, Madrid, Múrcia, Andalusia, València, on el 1966 conegué Isabel Verdejo, amb la qual es casà temps després. Els seus viatges a Espanya es feren més freqüents. El 1969, en l'editorial RM de Barcelona aparegué el seu llibre fonamental: Velázquez, pájaro solitario. Treballà a Barcelona en el seu estudi enfront de Santa Maria del Mar. En 1974 i 1975 exposà la seva obra a Múrcia i a València, on viu gran part de l'any. El 1978, exposició retrospectiva a Madrid, en la galeria Multitud. Amb Cuca (Isabel), la seva dona, viatjà a Itàlia, on passà uns mesos pintant: Roma, Florència, Venècia, i també París. El 1980, pels seus setanta anys, els seus amics murcians li oferiren un homenatge. S'organitzaren dues exposicions retrospectives el comissari de les quals fou Manuel Fernández-Delgado i l'Editora Regional publicà el llibre Homenaje a Ramón Gaya, en el qual col·laboraren, entre d'altres, José Bergamín, María Zambrano, Tomás Segovia, Enrique de Rivas Ibáñez, Giorgio Agamben, Nigel Dennis i els murcians Soren Peñalver, Pedro García Montalvo, José Rubio Fresneda, i Eloy Sánchez Rosillo, que també fou el coordinador del llibre. En aquest publicà el seu text inèdit Huerto y vida. S'anava produint una recuperació de la seva figura. El 1984 es feu una exposició retrospectiva en el Museu de Belles Arts de València, el comissari de la qual fou Pascual Masiá; l'editorial Trieste que dirigia Andrés Trapiello publicà la segona edició del seu Velázquez, pájaro solitario. La seva pintura es feu més essencial, més lluminosa.
El 1985, el Ministeri de Cultura li concedí la Medalla d'Or al Mèrit en les Belles Arts. El 1989, es feu una exposició antològica en el Museu Reina Sofia de Madrid i una altra en el Palau de San Esteban de Múrcia. El 1990, a Múrcia, s'inaugurà un museu dedicat a la seva obra, dirigit per Manuel Fernández-Delgado, on es recullen més de cinc-centes obres donades a la ciutat pel pintor. El 1997 se li concedeix el Premi Nacional d'Arts Plàstiques. El 1999, fou nomenat doctor honoris causa per la Universitat de Múrcia. El 2000, exposa en l'IVAM de València. En 2002, el Ministeri de Cultura li concedí el Premi Velázquez d'Arts Plàstiques, en la seva primera edició. En 2003, exposà en el Museu Reina Sofia de Madrid, llavors dirigit per Juan Manuel Bonet. Morí a València el 15 d'octubre de 2005.

## Obra literària
- Antología, obra seleccionada per Andrés Trapiello en la Biblioteca Virtual Miguel de Cervantes
- El sentimiento de la pintura. Editorial Arion, Madrid, 1960
- Velázquez, pájaro solitario. Editorial RM, Barcelona, 1969
- Nueve sonetos del diario de un pintor. Edició: CHYS, Múrcia, 1982
- Homenaje a Picasso. Edició: Academia de Alfonso X el Sabio, Múrcia,1984
- Diario de un pintor, 1952–1953. Pre-Textos, València, 1984
- Velázquez, pájaro solitario. 2a edició, Editorial Trieste, Madrid, 1984
- Obra completa, tomo I. Pre-textos, València, 1990
- Algunos poemas del pintor Ramón Gaya. La Veleta, Granada, 1991
- Obra completa, tomo II. Pre-Textos, València, 1992
- Cartas de Ramón Gaya. Edició del Museo Ramón Gaya, Múrcia, 1993
- Obra completa, tomo III. Pre-Textos, València, 1994
- Velázquez, pájaro solitario. Edició del Museo Ramón Gaya, Múrcia, 1994
- Naturalidad del arte y artificialidad de la crítica. Pre-Textos, València, 1996
- Algunas cartas. Pre-Textos, València, 1997
- Obra completa, tomo IV (cartes a J. Guerrero, amb pròleg de Nigel Dennis). Pre-Textos, Valància, 2000
- Algunos poemas (amb pròleg de Francisco Brines). Pre-Textos (La cruz del sur), València, 2001
- Naturalidad del arte y artificialidad de la crítica, 2a edició. Pre-Textos, València, 2001
- Velázquez, pájaro solitario. Pre-Textos, València, 2002
- Ramón Gaya de viva voz (entrevistes, amb pròleg de Nigel Dennis). Pre-Textos, València, 2007
- Obra completa. Edició de Nigel Dennis i Isabel Verdejo, pròleg de Tomás Segovia. Pre-Textos, València, 2010, 1.000 pàgs.